# Anstalten Hinseberg
För andra betydelser, se Hinseberg.
Anstalten Hinseberg, Hinsebergsfängelset eller Häktet Hinseberg, Häktet Västergården är en av Kriminalvårdens anstalter som tar emot kvinnor. Anstalten ligger i Frövi cirka 30 km nordost om Örebro. Hinseberg och tätorten Frövi ligger i landskapet Västmanland och i Örebro län, Lindesbergs kommun.
År 2023 öppnades ett nytt häkte för män och kvinnor. Häktet har 52 platser.

## Verksamhet
Hinseberg är Sveriges största kvinnoanstalt, med säkerhetsklass 2, vilket även det är den högsta säkerhetsklassningen på en kvinnoanstalt i Sverige.
Beroende på vilken avdelning de intagna befinner sig på, så finns olika möjligheter för sysselsättning. Det finns bland annat ett textiltryckeri med utbildning, samt olika verkstadssysslor, såsom packning av skruvar etc. Det finns även ett lärcentrum, där de intagna kan studera på högstadiet eller gymnasienivå. Sedan tidigt 20-tal finns numer även ASV (Annan Strukturerad Verksamhet). Förr fanns yrkesutbildningar för kvinnor men de togs bort, trots framgångar.

## Historia
Hinseberg var tidigare en egendom som var i släkten Tersmedens ägo 1793–1909 och herrgårdsbyggnaden Hinseberg uppfördes av brukspatronen Jacob Niclas Tersmeden 1803. Efter 1909 har gården bland annat använts som vårdhem för psykiskt efterblivna pojkar. Fastigheten såldes till staten 1956.